# Communauté de communes du Pays de Lubersac-Pompadour
La communauté de communes du Pays de Lubersac-Pompadour est une communauté de communes française, située dans le département de la Corrèze et la région Nouvelle-Aquitaine.
Elle est née de la fusion de la communauté de communes du Pays de Pompadour et de la communauté de communes Lubersac-Auvézère .

## Historique
Le projet de schéma départemental de coopération intercommunale de 2015 impose une fusion aux deux structures intercommunales car le seuil de population de 5 000 habitants n'est pas atteint. Ces deux structures partagent le même bassin de vie composé de près de 8 000 habitants.
Le 1er janvier 2025, les communes de Saint-Martin-Sepert et Saint-Pardoux-Corbier fusionnent avec la commune de Saint-Ybard pour constituer la commune nouvelle des Trois-Saints, au sein de la communauté de communes du Pays d'Uzerche.

## Territoire communautaire

### Composition

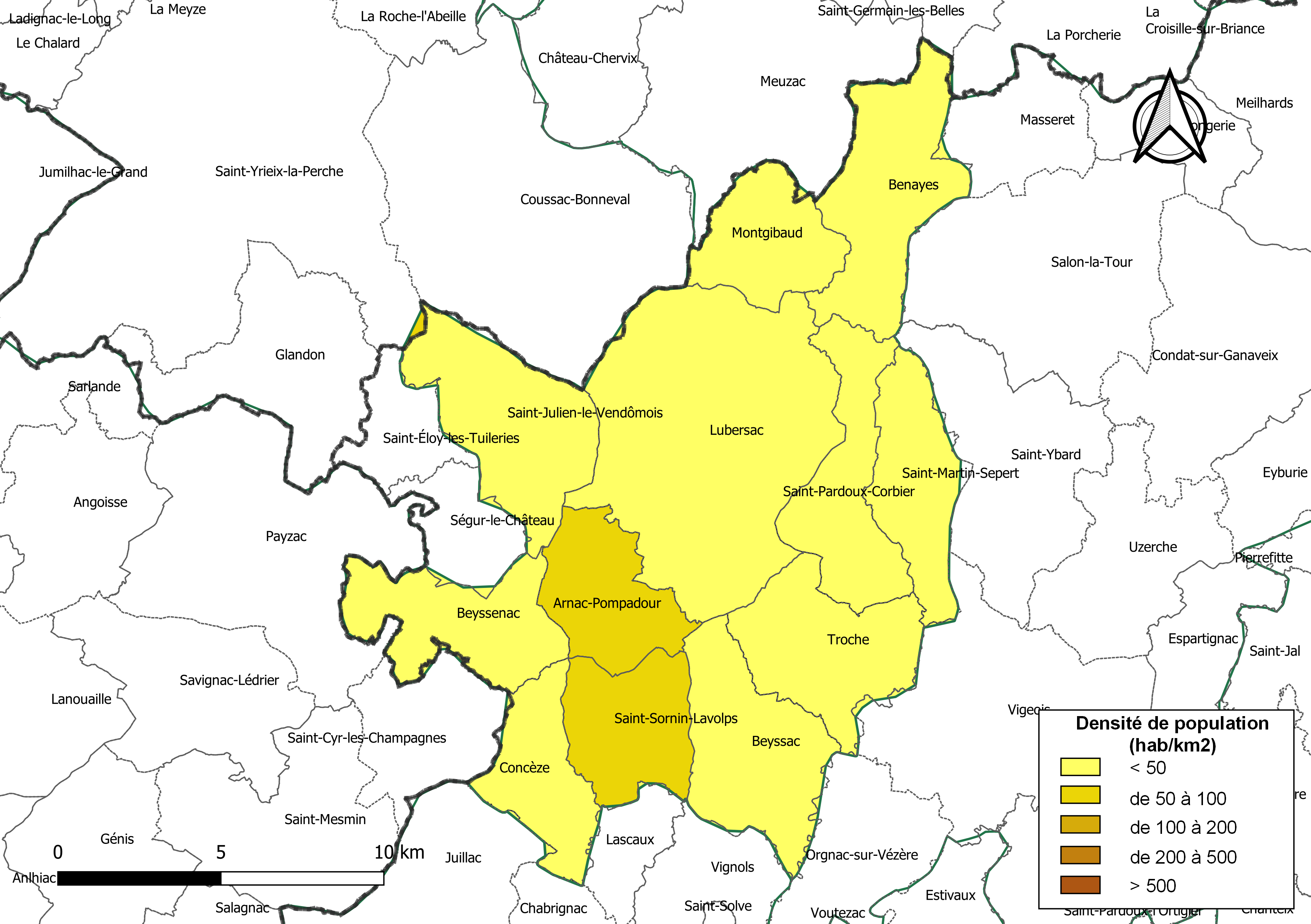
Carte des densités de population (millésimée 2016) des communes de la communauté de communes du Pays de Lubersac-Pompadour. Composition en communes au 1er janvier 2019.

La communauté de communes est composée des 10 communes suivantes :

| Nom                       | Code Insee | Gentilé      | Superficie (km2) | Population (dernière pop. légale) | Densité (hab./km2) |
| ------------------------- | ---------- | ------------ | ---------------- | --------------------------------- | ------------------ |
| Lubersac (siège)          | 19121      | Lubersacois  | 57,46            | 2 253 (2022)                      | 39                 |
| Arnac-Pompadour           | 19011      | Pompadours   | 15,09            | 1 206 (2022)                      | 80                 |
| Benayes                   | 19022      |              | 23,12            | 222 (2022)                        | 9,6                |
| Beyssac                   | 19024      | Beyssacois   | 21,32            | 487 (2022)                        | 23                 |
| Beyssenac                 | 19025      | Beyssenacois | 18,3             | 356 (2022)                        | 19                 |
| Concèze                   | 19059      | Concézans    | 13,44            | 384 (2022)                        | 29                 |
| Montgibaud                | 19144      |              | 13,99            | 251 (2022)                        | 18                 |
| Saint-Julien-le-Vendômois | 19216      |              | 23,29            | 239 (2022)                        | 10                 |
| Saint-Sornin-Lavolps      | 19243      |              | 15,36            | 846 (2022)                        | 55                 |
| Troche                    | 19270      | Trochois     | 19,79            | 541 (2022)                        | 27                 |

### Démographie
| 1968  | 1975  | 1982  | 1990  | 1999  | 2010  | 2015  | 2021  |
| ----- | ----- | ----- | ----- | ----- | ----- | ----- | ----- |
| 9 388 | 8 962 | 8 650 | 8 194 | 7 830 | 7 892 | 7 639 | 7 493 |

## Administration

### Siège
La communauté de communes a son siège à Lubersac au 32, place de l'Horloge.

### Les élus
Le conseil communautaire de la communauté de communes se compose de 27 conseillers,, élus pour une durée de six ans.
Ils sont répartis comme suit :
| Nombre de conseillers | Communes                                       |
| --------------------- | ---------------------------------------------- |
| 8                     | Lubersac                                       |
| 4                     | Arnac-Pompadour                                |
| 3                     | Beyssac, Saint-Sornin-Lavolps                  |
| 2                     | Beyssenac, Concèze, Troche                     |
| 1 (+1 suppléant)      | Benayes, Montgibaud, Saint-Julien-le-Vendômois |

### Présidence
La communauté de communes du Pays de Lubersac-Pompadour est actuellement présidée par Francis Comby depuis le 3 janvier 2017. 
| Période      | Période  | Identité      | Étiquette | Qualité |
| ------------ | -------- | ------------- | --------- | --- |
| janvier 2017 | En cours | Francis Comby | LR        | Maire de Beyssenac (depuis 2000) Vice-président du Conseil départemental de la Corrèze (depuis 2015) Ancien président de la communauté de communes du Pays de Pompadour (avril 2014 - 31 décembre 2016) Conseiller Régional du Limousin de 2010 à 2015 |

## Compétences
Les principales compétences de la Communauté de communes du Pays de Lubersac - Pompadour sont : 
-le développement économique : zones d'activités de Chignac à Pompadour, de Touvent à Lubersac et des Maisons Rouges à Saint-Sornin-Lavolps, 
-le domaine de l'enfance : Maison de l'Enfance (crèche) à Pompadour, centres de loisirs à Lubersac et à Saint-Sornin-Lavolps, 
-le tourisme, avec l'Office de Tourisme "Terres de Corrèze", 
-l'assainissement : stations d'épuration d'Arnac et de Lubersac, lagunes de Beyssac, de Beyssenac et de Troche, 
-la culture : centre culturel à Lubersac, médiathèques à Pompadour et à Lubersac, 
-les piscines de Lubersac et de Pompadour. 
La Communauté de communes du Pays de Lubersac - Pompadour est labellisée "Site Remarquable du Goût" relatif à la "Pomme du Limousin" en mars 2019. 
La Communauté de communes du Pays de Lubersac - Pompadour adhère au : 
- Syndicat intercommunautaire du Moulin de la Résistance et de la Mémoire du Pont Lasveyras.
- Syndicat mixte de développement économique "Syma Portes de Corrèze" jusqu'en 2017.
- Syndicat mixte pour le ramassage et le traitement des ordures ménagères de la région de Brive (S.I.R.T.O.M.).
- Pôle d'Equilibre Territorial et Rural (P.E.T.R.) Vézère-Auvezère.
- Territoire Ouest Corrézien aux côtés de la Communauté d'Agglomération de Brive.